# Polizia della Russia
La Polizia (in russo Полиция?, Policija pron. [pɐˈlʲitsɨjə], Polizia) è il corpo di polizia della Federazione Russa, dipendente dal ministero degli affari interni.
Istituito nel 2011 sostituendo la Milicija, è il servizio di polizia federale della Russia che opera secondo la legge "Sulla polizia" (in russo Закон "О полиции"?), come approvato dall'Assemblea federale e successivamente firmato in legge il 7 febbraio 2011 dal Presidente della Federazione Russa, Dmitrij Medvedev.

## Storia

### Le prime guardie cittadine a Mosca
Il primo nucleo di guardie cittadine apparvero nel granducato di Mosca nel 1504, a presidio delle strade vicino ad alcune postazioni di tipo cavallo di Frisia. erano gestite da autorità locali: la città è stata divisa in aree, tra le quali sono state costruite porte con reticoli. Era proibito muoversi in città di notte o senza illuminazione. Successivamente, il Gran Principe Ivan IV istituì delle pattuglie attorno a Mosca per osservare la sicurezza.
Sudebnik di Ivan IV trasferì tali formazioni sotto la giurisdizione degli anziani onorari. Prima di questo, le lettere d'onore erano nella natura dei premi, e sono state date dalla petizione della popolazione stessa. Il onorare della lettera diede il permesso alla società locale di gestire indipendentemente nel campo del lavoro onorare. Nelle città, le funzioni di polizia sono state eseguite dal sindaco.
Tale istituzione fu menzionata per la prima volta nel 1571 e da allora è esistita ininterrottamente fino al XVIII secolo. Dal 1539, a Mosca, i boiardi sono citati in fonti scritte, con le quali viene ordinata la rapina. Konstantin Nevolin riteneva che fosse stata istituita una commissione temporanea per distruggere le rapine, che poi si intensificarono. Ma poiché le rapine non si sono fermate, la commissione temporanea si è trasformata in una commissione permanente e quindi è apparso l'amministrazione dei ladri.

### Il periodo dei torbidi e la riorganizzazione
Con decreto del 14 agosto 1687, gli affari dell'amministrazione ladro furono trasferiti alle amministrazioni di zemstvo. Nell'aprile del 1649, il gran principe Alessio I emise un decreto sulla benedizione urbana. Per decreto nella Città Bianca, fu creata una squadra sotto la guida di Ivan Novikov e dell'impiegata Vikula Panov. Sono stati traditi da cinque impiegati del reticolo e "una persona da 10 metri" con ruggiti, asce e tubi dell'acqua. Il distaccamento doveva proteggere la sicurezza e l'ordine del fuoco.
Ufficiali di polizia in grandi città chiamate come Zemsky Yaryg. A Mosca, erano vestiti con abiti rossi o verdi. In altre città, il colore degli abiti potrebbe essere diverso. Sul petto avevano le lettere "З" (Z) e "Я" (JA) cucite. Nel 1669, invece degli anziani, i detective furono introdotti ovunque.

### L'Impero russo e la polizia pubblica

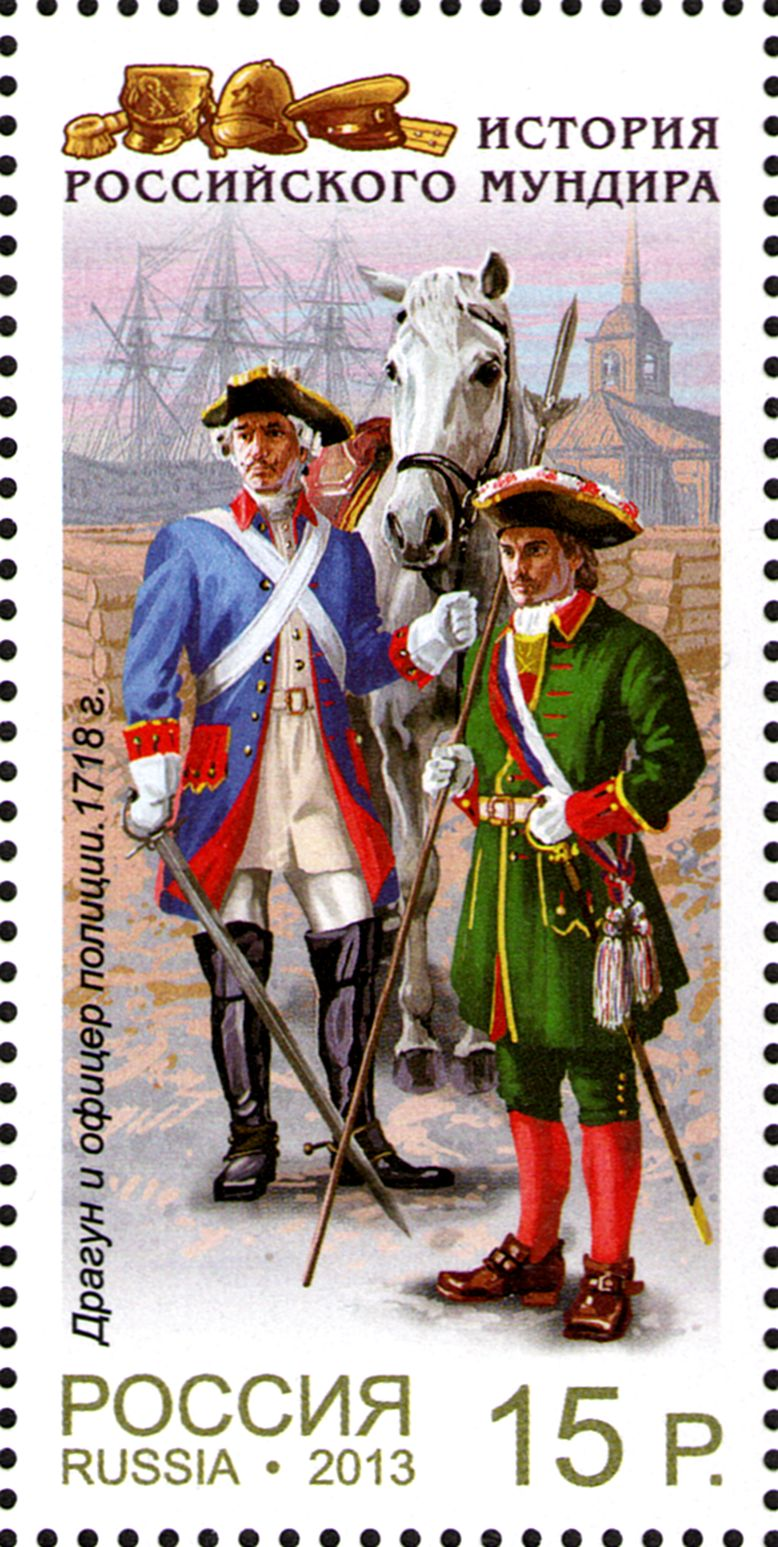
Dragone (a sinistra) e un ufficiale di polizia. 1718. Francobollo Russia 2013.

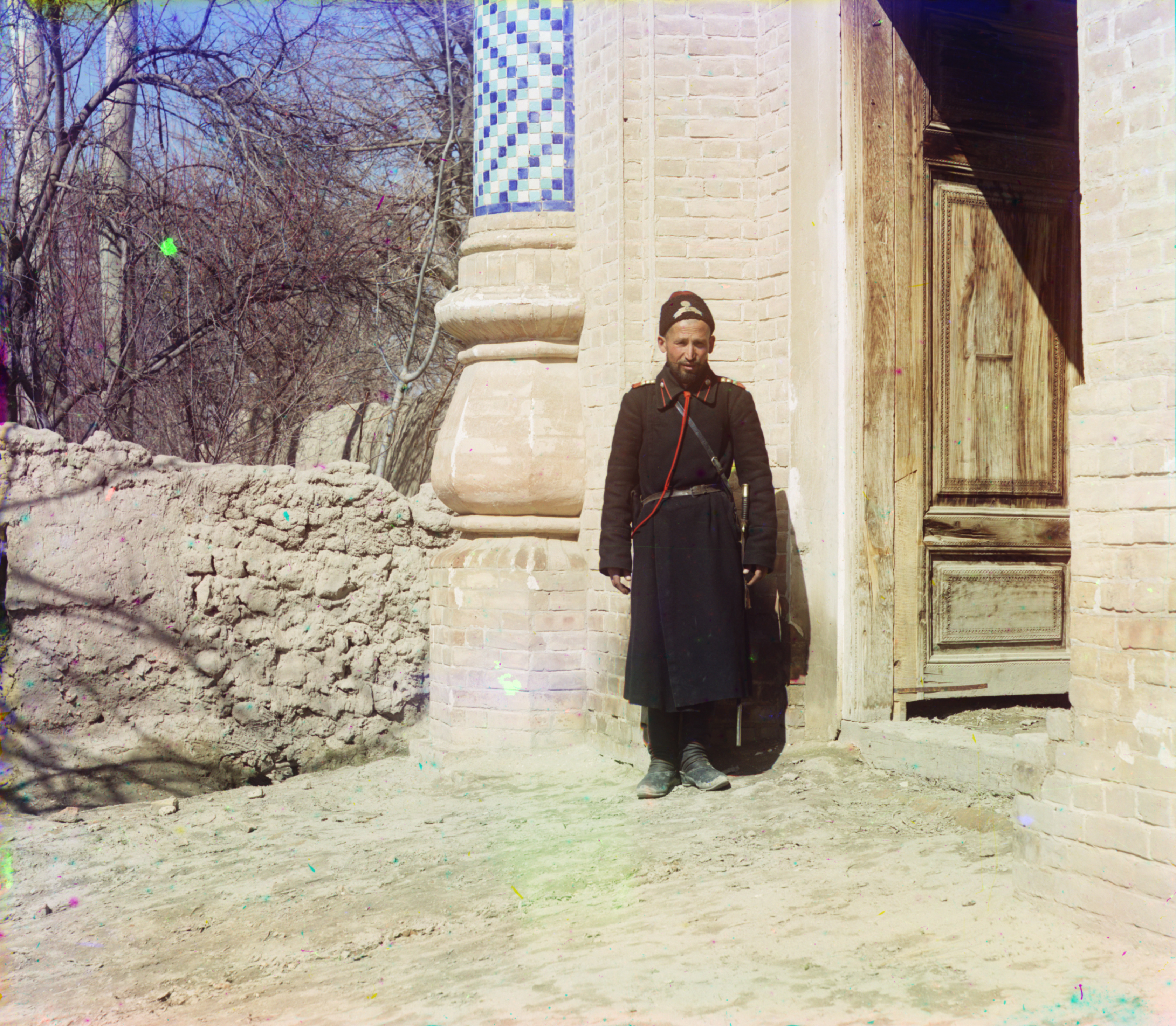
Ufficio di polizia a Samarcanda

La polizia di San Pietroburgo fu istituita come la polizia principale nel 1715 con decreto di imperatore Pietro I. Inizialmente, il personale della polizia di San Pietroburgo era composto dal vice capo della polizia generale, 4 ufficiali e 36 gradi inferiori. Il clericale e dieci impiegati hanno continuato a lavorare nell'ufficio principale della stazione di polizia. La polizia non solo ha mantenuto l'ordine in città, ma ha anche svolto una serie di funzioni economiche, impegnandosi nel miglioramento della città - pavimentando le strade, prosciugando i luoghi paludosi, la raccolta dei rifiuti. Il 7 giugno 1718, il generale aggiunto Anton de Vieira fu nominato generale Polizeimeister. Per risolvere i compiti, l'Ufficio di Polizia Capo creato e un reggimento militare furono consegnati al generale Polizeimeister. Tutti i ranghi di questo reggimento divennero agenti di polizia. Attraverso gli sforzi del generale de Vieira nel 1721, le prime lanterne e le panchine per il riposo furono installate a San Pietroburgo.
Il 19 gennaio 1722 il Senato governante istituì la polizia di Mosca. L'Ober-Polizeimeister fu nominato dall'imperatore da ranghi militari o civili. In conformità con le istruzioni del 20 luglio 1722, l'Ober-Polizeimeister supervisionò la protezione della pace pubblica a Mosca, era il capo dell'Ufficio di polizia di Mosca. Nel 1729-1731 e nel 1762-1764, il capo della polizia di Mosca fu chiamato il generale Polizeimeister. Il 23 aprile 1733, l'imperatrice Anna I firmò un decreto "Sull'insediamento della polizia nelle città". La polizia ha ricevuto l'autorità del tribunale e ha avuto l'opportunità di imporre sanzioni nei procedimenti penali. 

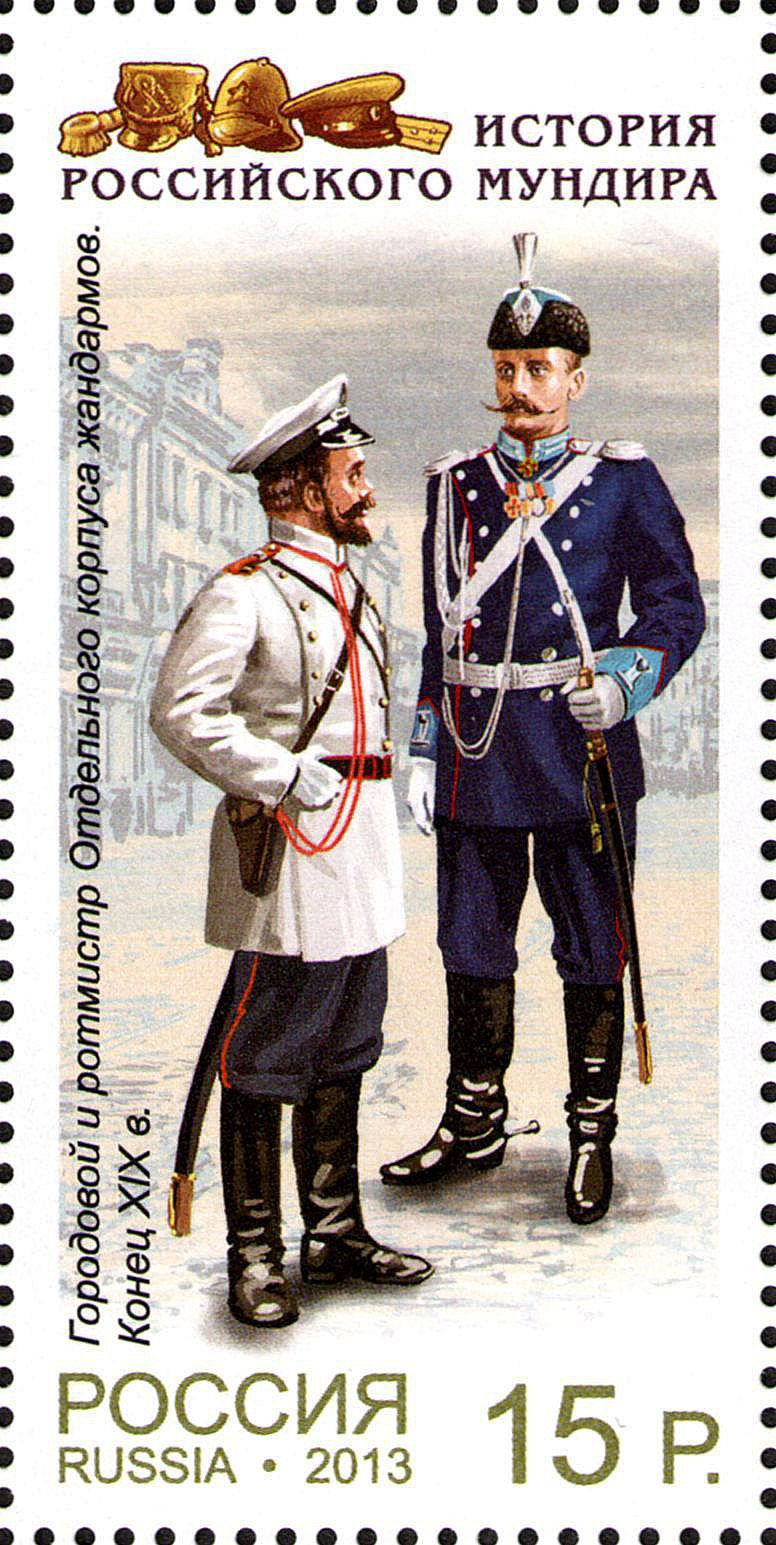
L'uniforme del poliziotto e capitano del Corpo Speciale dei Gendarmi alla fine del XIX secolo. Francobollo russo 2013.

Nel 1837 fu emanato un regolamento sulla polizia di zemstvo, secondo il quale il capo della polizia di zemstvo eletto dalla nobiltà divenne il capo della polizia negli uyezd. Gli agenti di polizia nominati dal governo provinciale gli obbedirono. A loro volta, il decimo, sotsky, obbedirono a cinquecentomila contadini.
Nel 1862 fu attuata una riforma della polizia. Il titolo di sindaco fu abolito; i consigli comunali in quelle città che erano subordinate alla polizia distrettuale furono collegati ai tribunali zemstvo, ribattezzati dipartimenti di polizia distrettuale, e in quelle città che mantennero la propria polizia, separata dalla polizia distrettuale, furono ribattezzati dipartimenti di polizia municipale.
Nel 1866 fu istituita una guardia zemstvo nei distretti del Regno di Polonia.
Nel 1866, il capo della polizia di San Pietroburgo, Fëdor Trepov, inviò una nota ad Alessandro II, in cui si diceva: "Un divario significativo nell'istituzione della polizia metropolitana era l'assenza di una parte speciale con lo scopo speciale di condurre ricerche per risolvere i crimini, trovare misure generali per prevenire e reprimere i crimini. Queste responsabilità ricadono sui ranghi della polizia esterna, che, sopportando l'intero onere del servizio di polizia, non aveva né i mezzi né l'opportunità di agire con successo in questo senso. Per eliminare questa carenza, è stato proposto di istituire una polizia investigativa".
Per la prima volta nella polizia russa, vennero create unità specializzate per la risoluzione dei crimini e lo svolgimento di indagini a San Pietroburgo, dove nel 1866 fu istituita una polizia investigativa sotto l'ufficio del capo della polizia. Prima di ciò, le funzioni investigative erano svolte da investigatori forensi e da tutta la polizia nella forma in cui esisteva in quel momento. Inizialmente, il personale delle indagini penali di San Pietroburgo era piccolo, il dipartimento consisteva, oltre al capo del suo assistente, 4 funzionari con incarichi speciali, 12 investigatori della polizia e 20 investigatori civili.
Il Dipartimento investigativo fu fondato nel 1866 e funzionava sotto il dipartimento di polizia del Ministero degli affari interni e nel 1907 reparti simili erano stati creati in altre grandi città dell'impero russo, tra cui Mosca, Kiev, Riga, Odessa, Tiflis, Baku, Rostov- sul-Don e Nižnij Novgorod. Altri distretti erano sorvegliati dalla polizia rurale o unità di gendarmeria.
Nel 1879 fu costituito l'istituto di agenti di polizia nelle aree rurali "per lo svolgimento dei compiti di polizia, nonché per la supervisione di centurioni e caposquadra".
Il 6 agosto 1880, la Terza Sezione della Cancelleria di Sua Maestà Imperiale fu abolita e fu formato il Dipartimento di Polizia.
Dal 1889, il capo della polizia distrettuale cominciò a essere chiamato ufficiale di polizia distrettuale.
Nel 1903, nelle campagne, originariamente in 46 province, fu introdotta una guardia della polizia distrettuale. Nel 1916, si estese a 50 province.
Il 9 agosto 1910, il ministro degli affari interni Pëtr Stolypin impartì un'istruzione agli ufficiali dei dipartimenti investigativi, che ne determinò i compiti e la struttura. Ogni dipartimento investigativo era composto da quattro divisioni strutturali:
- Detenzione personale
- Ricerche.
- Osservazioni.
- Ufficio di registrazione delle informazioni.

Per ordine di Pëtr Stolypin, presso il dipartimento di polizia, furono istituiti corsi speciali per addestrare i capi dei dipartimenti investigativi. Al Congresso internazionale dei criminali, tenutosi in Svizzera nel 1913, la polizia investigativa russa è stata riconosciuta come la migliore al mondo nella risoluzione dei crimini.
Le 3.500 forze di polizia di Pietrogrado hanno fornito la principale opposizione alle rivolte che hanno segnato lo scoppio iniziale della rivoluzione di febbraio. Dopo che le unità dell'esercito presidiarono la città disertata, la polizia divenne l'obiettivo principale dei rivoluzionari e un numero fu ucciso.

### La rivoluzione d'ottobre e laMilitia

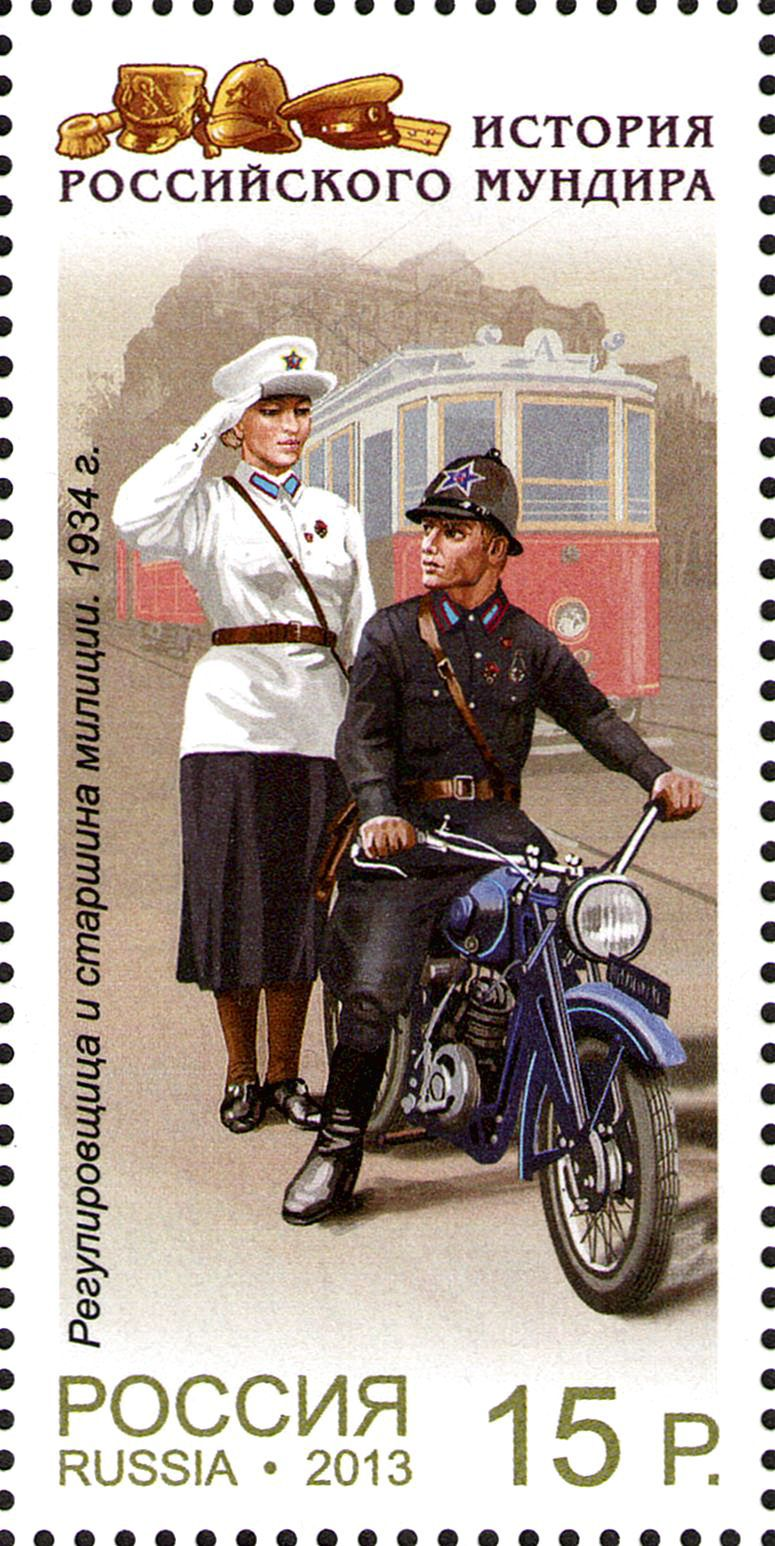
Il controllore del traffico e la staršiná della milizia. Anno 1934. Francobollo dalla Russia. Anno 2013

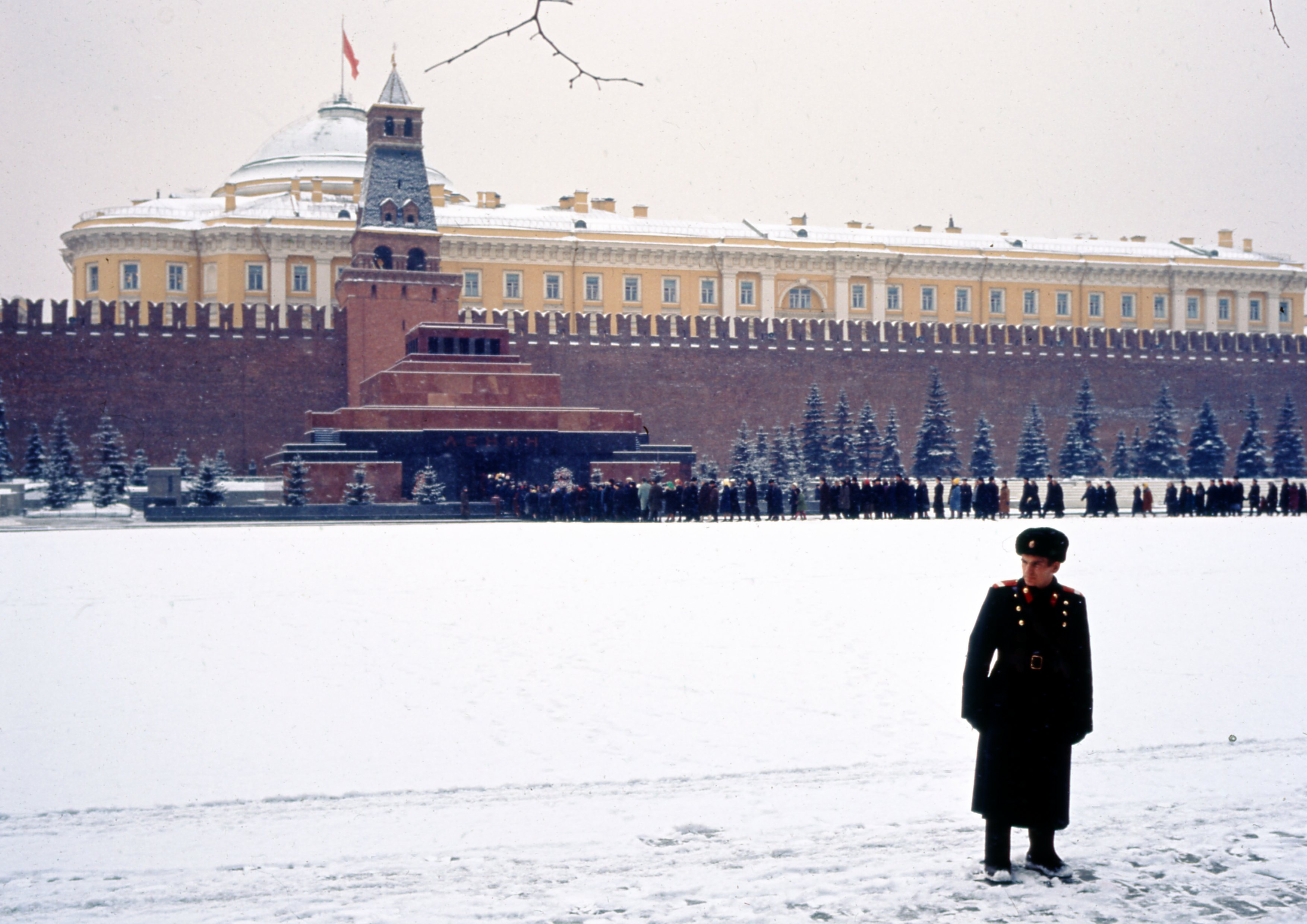
Ufficiale di Milice in Piazza Rossa, Mosca. 1964

Decisioni del governo provvisorio "Sull'approvazione della milizia" e "Norme temporanee sulla milizia", emesse il 17 aprile 1917, fu istituita la "milizia popolare". La milizia popolare è dichiarata organo esecutivo del potere statale a livello locale, "direttamente sotto la giurisdizione dello zemstvo e delle pubbliche amministrazioni cittadine".
Contemporaneamente alla "milizia popolare" dello stato, i consigli dei deputati dei lavoratori organizzarono distacchi di "milizia operaia" e altre formazioni armate, che erano sotto l'influenza di varie forze politiche, e talvolta al di fuori di esse. Allo stesso tempo, la milizia operaia non era subordinata ai commissari della città milizia.
Il Consiglio della milizia popolare di Pietrogrado, formato il 3 giugno sotto l'egida dei bolscevichi, entrò in conflitto con il capo della milizia cittadina, emettendo slogan politici in relazione al rifiuto di pagare pagamenti supplementari per il servizio nella milizia dei lavoratori a lavoratori che ricevono salari completi nelle fabbriche. La struttura statale più importante verrà distrutta.
Il principio di auto-organizzazione delle forze dell'ordine e dell'ordine fu applicato dal Partito bolscevico per qualche tempo dopo l'ottobre 1917. Il decreto del NKVD "Sulla milizia dei lavoratori" del 28 ottobre (10 novembre) 1917 non prevedeva le forme organizzative dell'apparato della milizia statale.
La milizia dei lavoratori portava il carattere delle organizzazioni di massa amatoriali, era formata sulla base di squadre volontarie, quindi non poteva fermare il crimine dilagante.
Il 10 maggio 1918, il Collegium dell'NKVD adottò un ordine: “La milizia esiste come personale permanente di persone che svolgono compiti speciali, l'organizzazione della polizia dovrebbe essere svolta indipendentemente dall'Armata Rossa, le loro funzioni dovrebbero essere rigorosamente delimitate“.
La militia fu formata il 10 marzo 1917. Sostituì la polizia e un corpo separato di gendarmi. C'erano distaccamenti della militsiya popolare e della militsiya operaia. Dopo la dissoluzione dell'Unione Sovietica, la militia in Russia esisteva fino al 1 marzo 2011. Dopo di che è stata ribattezzata alla polizia.

### La riforma del 2011 e l'istitituzione

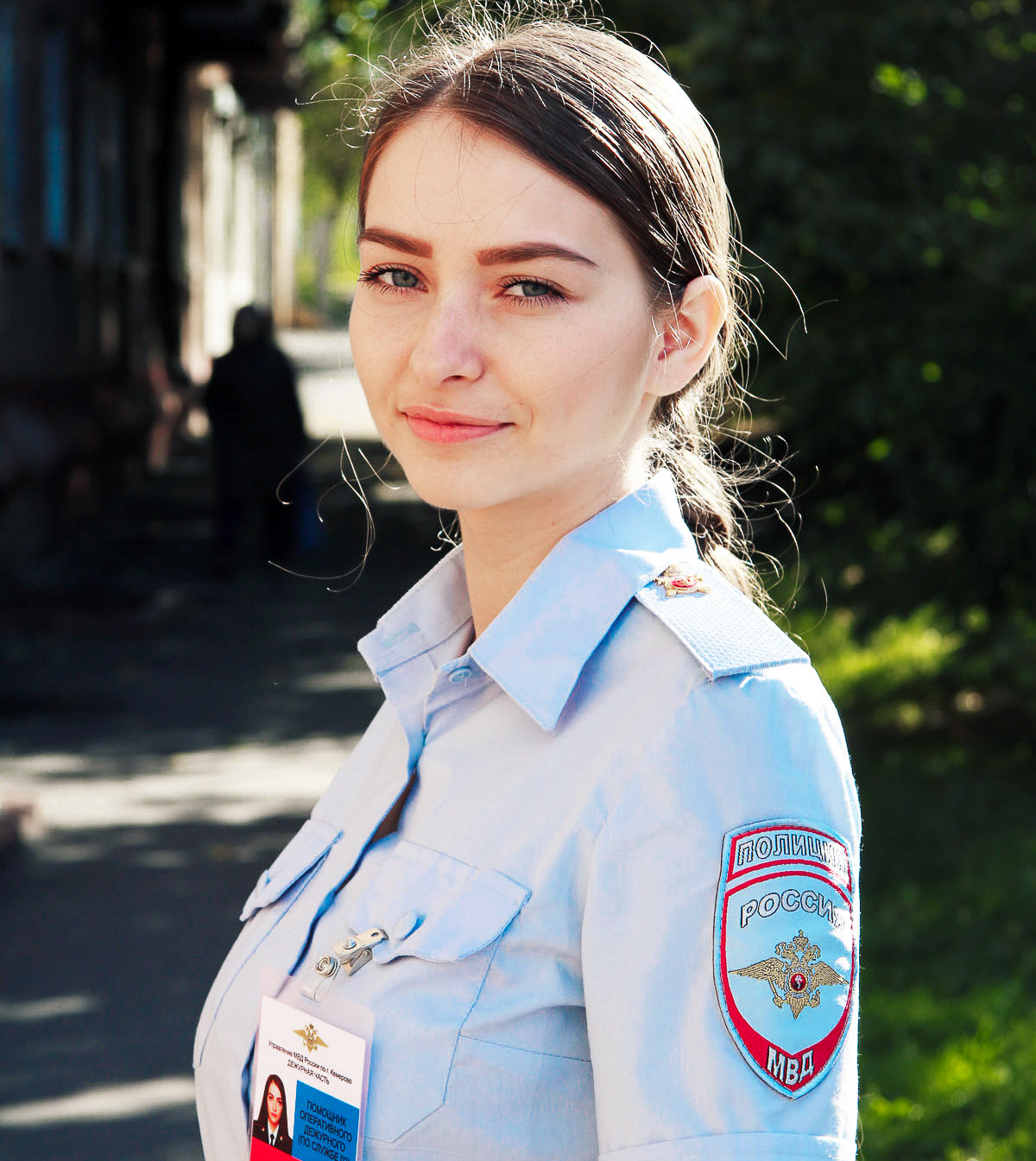
Uniforme estiva di un agente di polizia russo

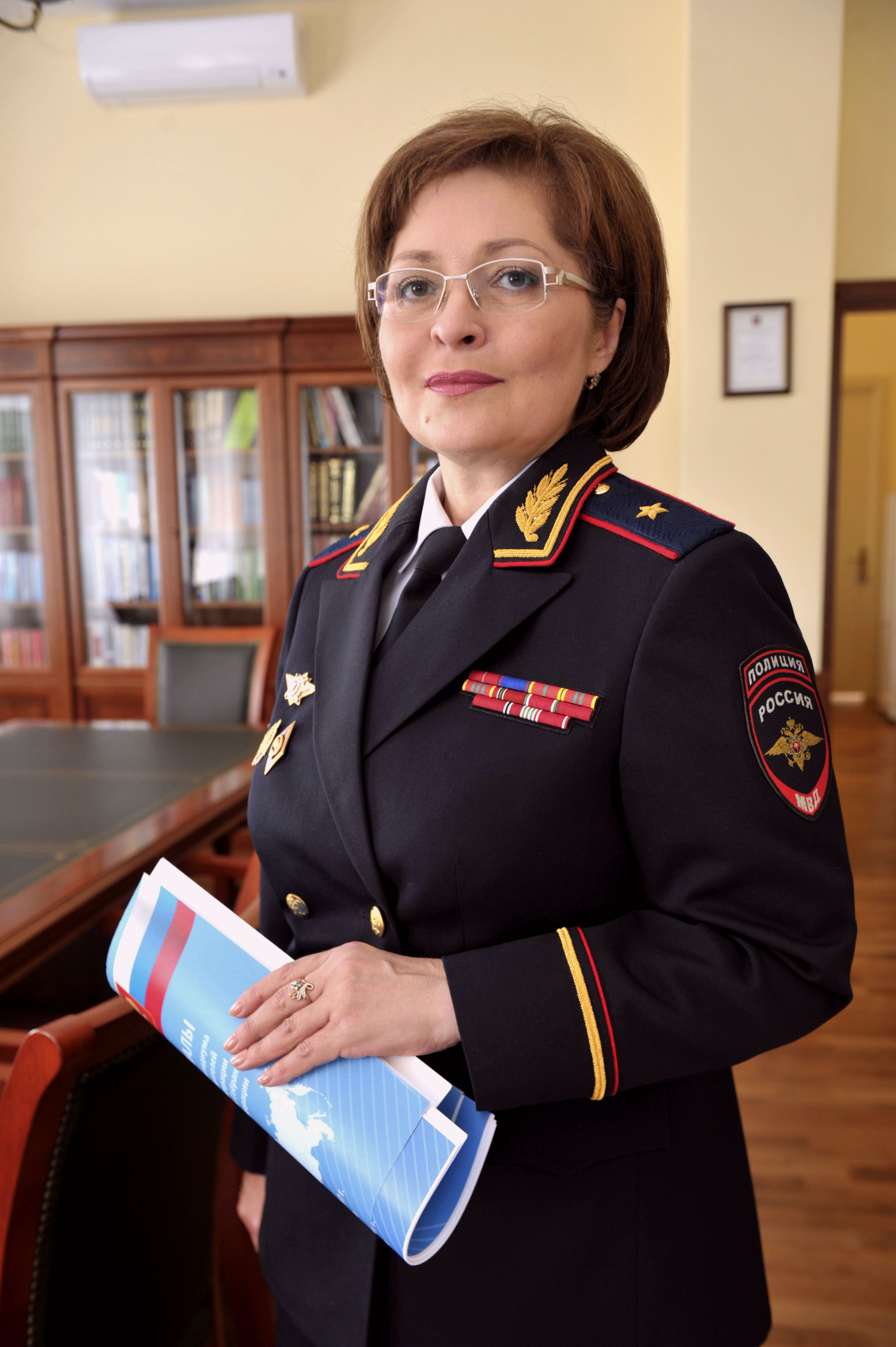
Capo del dipartimento principale delle migrazioni, maggiore generale della polizia Olga Kirillova.

La riforma della polizia russa (in russo Закон РФ "О полиции"?) è uno sforzo in corso avviato dall'ex presidente Dmitrij Medvedev per migliorare l'efficienza delle forze di polizia russe, diminuire la corruzione e migliorare l'immagine pubblica delle forze dell'ordine. Il 7 febbraio 2011 sono state apportate modifiche alle leggi sulle forze di polizia, sul codice penale e sul codice di procedura penale. Gli emendamenti sono entrati in vigore il 1 ° marzo 2011. Questi cambiamenti prevedono una riduzione del personale del 20% nelle forze dell'ordine, una ridenominazione delle forze dell'ordine russe da "milicija" (militia) a "policija" (polizia), aumenti sostanziali delle retribuzioni, centralizzazione di finanziamento e molti altri cambiamenti. Circa 217 miliardi di rubli (7 miliardi di dollari) sono stati stanziati dal bilancio federale per finanziare la riforma.
Tra i principali cambiamenti e obiettivi della riforma vi furono:
- Cambio di nome. Sotto la riforma, il nome delle forze dell'ordine russe è stato cambiato dal termine dell'era sovietica "militsiya" (milizia) alla più universale "policija" (polizia) il 1 marzo 2011.[3][4]
- Riduzione del personale e aumento del salario. Il numero di agenti di polizia è stato ridotto del 20%, passando da 1,28 milioni a 1,1 milioni entro il 2012. La riduzione è stata effettuata attraverso una valutazione completa di tutti gli ufficiali. La valutazione è stata condotta prima del giugno 2011 e coloro che non hanno superato la valutazione finiranno per perdere il lavoro. Tutti gli agenti che in passato hanno ricevuto sanzioni amministrative o che hanno legami con la malavita criminale saranno licenziati.[5] Per quegli ufficiali che sopravvivono alla riduzione, i salari saranno aumentati del 30%.
- Centralizzazione. A seguito della riforma, la polizia russa è stata trasformata in un'istituzione a livello federale, con fondi interamente finanziati dal bilancio federale. Sotto il vecchio sistema, le unità di polizia responsabili dell'ordine pubblico e piccoli crimini erano sotto la giurisdizione delle autorità regionali e cittadine, finanziate dal bilancio regionale e responsabili di più per i governatori regionali che per il centro federale.[6]
- Modifiche ai diritti di polizia e detenuti. Secondo la nuova legge, il detenuto riceverà il diritto di effettuare una telefonata entro 3 ore dalla detenzione. Riceveranno inoltre il diritto di avere un avvocato e un interprete dal momento della loro detenzione e la polizia deve informare i detenuti dei loro diritti e doveri. La polizia perderà il diritto di effettuare e richiedere controlli sulle attività finanziarie e commerciali di un'azienda. La polizia potrebbe anche non detenere più un cittadino per un'ora solo per verificare la sua identità.[7]

Pertanto, il 7 agosto 2010, è stata proposta una nuova legge sulla "polizia" (la stessa legge con i nomi cambiati "militia" in "polizia").
Inizialmente era previsto che la nuova legge entrasse in vigore nel gennaio 2011, ma le forze di polizia russe sono state ripristinate ufficialmente il 1 ° marzo 2011.
Il nuovo disegno di legge è una continuazione della politica opposta della riforma del 2002, ovvero una centralizzazione ancora maggiore. Le istituzioni della militsiya di pubblica sicurezza e della militsiya criminale sono state abolite. A differenza dei militia, che sono parzialmente subordinati all'autorità del soggetto della federazione, la polizia non è collegata al tema della federazione (secondo il disegno di legge).
Circa 5 milioni di persone hanno preso parte alla discussione online sul progetto di legge "Sulla polizia", unico per la Russia. Di conseguenza, il progetto di legge, rispetto alla forma iniziale, ha subito cambiamenti significativi relativi ai poteri della nuova struttura. In particolare, le disposizioni secondo cui gli agenti di polizia possono accedere liberamente ai locali dei cittadini, ai terreni a loro associati, ai territori, ai terreni e ai locali occupati da associazioni e organizzazioni pubbliche, nonché alla "presunzione di legalità della polizia", che ha suscitato la maggior parte delle critiche ("Le richieste dell'ufficiale di polizia rivolte a cittadini e funzionari e le azioni da lui intraprese sono considerate legali fino a quando non diversamente stabilito nel modo prescritto dalla legge"), sebbene, secondo i politici dell'opposizione, questa formulazione fosse solo velata, e non escluso.
Nonostante le critiche di alcuni segmenti della società e di alcuni partiti politici dell'opposizione, il progetto di legge è stato adottato in prima lettura il 10 dicembre 2010. La Duma di Stato venerdì 28 gennaio 2011 ha adottato il progetto di legge "Sulla polizia" nel terza lettura finale. Solo 315 deputati hanno votato per l'adozione della legge, 130 erano contrari, non ci sono state astensioni.
Inizialmente era previsto che la nuova legge entrasse in vigore nel gennaio 2011, ma la polizia in Russia è stata rianimata ufficialmente il 1 ° marzo 2011.
Il 7 febbraio 2011, il Presidente ha twittato un messaggio:
(Dmitrij Medvedev)
Il 1 ° marzo 2011 è entrata in vigore la legge sulla polizia e dal 1 ° gennaio 2012 tutti i simboli della polizia sono diventati invalidi.

## Organizzazione

### Servizio di polizia criminale
1. Servizio di polizia criminale: Dipartimento investigazioni criminali (in russo Уголовный розыск?)
  - Ufficio di coordinamento del servizio di polizia criminale (Polizia giudiziaria) (in russo Главное управление уголовного розыска?)
  - Ufficio principale per indagini criminali (in russo Главное следственное управление?)
  - Ufficio principale per la manutenzione dell'ordine pubblico (Polizia di pattuglia) (in russo Главное управление по обеспечению охраны общественного порядка?)
  - Ufficio principale per la sicurezza del traffico (Polizia stradale) (in russo Главное управление по обеспечению безопасности дорожного движения?)
  - Ufficio principale dell'interno per i trasporti (Polizia dei trasporti) (in russo Главное управление на транспорте?)
  - Ufficio principale per la sicurezza interna (in russo Главное управление собственной безопасности МВД России?)
  - Ufficio principale per la lotta contro i reati economici e fiscali (in russo Отдел борьбы с экономическими преступлениями?)
  - Ufficio per informazioni sulle indagini operative (in russo Управление оперативно-розыскной деятельностью?)
  - Ufficio principale per gli affari migratori (in russo Главное управление по вопросам миграции?)
  - Ufficio generale per il controllo della droga (in russo Главное управление по контролю за оборотом наркотиков?)
2. Servizio logistico: Dipartimento di logistica (in russo Департамент по материально-техническому обеспечению?)
  - Ufficio di logista (in russo Управление материально-технического обеспечения?)
  - Ufficio di supporto finanziario (in russo Управление финансового обеспечения государственного оборонного заказа и бюджетных инвестиций?)
  - Ufficio medico (in russo Управление медицинского обеспечения?)
  - Ufficio per la costruzione di capitale (in russo Управление организации капитального строительства?)
  - Ufficio legale (in russo Управление правового обеспечения?)
  - Ufficio di politica abitativa, proprietà e relazioni economiche (in russo Управление жилищной политики, имущественных и хозяйственных отношений?)
  - Ufficio di rappresentanza clienti (in russo Управление представителей заказчика?)
  - Ufficio documentazione (in russo Отдел документационного обеспечения и режима?)
  - Dipartimento Risorse Umane (in russo Отдел государственной службы и кадров?)
  - Ispezione al fuoco (in russo Инспекция пожарной безопасности?)
3. Divisioni indipendenti (in russo Независимые подразделения?)
  - Ufficio investigativo (in russo Следственное управление?)
  - Ufficio Controllo e Revisione (in russo Контрольно-ревизионное управление?)
  - Ufficio d'inchiesta (in russo Контрольно-ревизионное управление?)
  - Ufficio per garantire la sicurezza delle persone soggette alla protezione dello Stato (in russo Управление по обеспечению безопасности лиц, подлежащих государственной защите?)
  - Ufficio degli eventi tecnici speciali (in russo Бюро специальных технических мероприятий?)
    - Ufficio "K" (in russo Управление "К"?)

  - Ufficio centrale nazionale per l'Interpol (in russo Национальное центральное бюро Интерпола?)
  - Dipartimento di tecnologie dell'informazione, comunicazioni e protezione delle informazioni (in russo Департамент информационных технологий, связи и защиты информации?)
  - Centro di competenza forense (in russo Экспертно-криминалистический центр?)

## Insegne
Gli agenti di polizia russi indossano uniformi in conformità con l'ordine del Ministero degli Affari Interni della Federazione Russa del 26 luglio 2013 N 575 "Sull'approvazione del Regolamento per indossare uniformi, insegne e insegne dipartimentali da parte dei dipendenti degli organi degli affari interni della Federazione Russa".
L'insegna della distinzione speciale degli ufficiali dei reggimenti operativi della polizia russa è un berretto nero.
Per i dipendenti della polizia turistica, un cartello con la scritta "ТУРИСТИЧЕСКАЯ ПОЛИЦИЯ TOURIST POLICE" e la bandiera della Russia.

Gli agenti di polizia che sono qualificati per indossare un berretto marrone possono indossare un berretto marrone.

Patch di affiliazione al Ministero degli Affari Interni
Patch della polizia pattuglia
Patch della polizia stradale
Patch della polizia dei trasporti

### Gradi di polizia
La polizia russa non usa il rango di caporale. 
Ufficiali
| Equivalente NATO | OF-10              | OF-9                                                              | OF-8                                      | OF-7                               | OF-6                             | OF-5                          | OF-4                             | OF-3                             | OF-2                           | OF-1                             | OF-1                | OF-1                           | OF (D)            |
| ---------------- | ------------------ | ----------------------------------------------------------------- | ----------------------------------------- | ---------------------------------- | -------------------------------- | ----------------------------- | -------------------------------- | -------------------------------- | ------------------------------ | -------------------------------- | ------------------- | ------------------------------ | ----------------- |
| Tracolla         | Nessun equivalente |                                                                   |                                           |                                    |                                  |                               |                                  |                                  |                                |                                  |                     |                                |                   |
| Rango            |                    | Generale della Polizia (dirigente generale di pubblica sicurezza) | Colonnello generale (dirigente superiore) | Tenente generale (primo dirigente) | Maggior generale (vice questore) | Colonnello (commissario capo) | Tenente colonnello (commissario) | Maggiore (sostituto commissario) | Capitano (ispettore superiore) | Secondo tenente (ispettore capo) | Tenente (ispettore) | Primo tenente (vice ispettore) | Allievo ufficiale |

Arruolato
| Equivalente NATO | OR-9             | OR-9    | OR-8                                  | OR-7                                | OR-6                  | OR-5                          | OR-4               | OR-3               | OR-2                 | OR-1               |
| ---------------- | ---------------- | ------- | ------------------------------------- | ----------------------------------- | --------------------- | ----------------------------- | ------------------ | ------------------ | -------------------- | ------------------ |
| Tracolla         |                  |         |                                       |                                     |                       |                               | Nessun equivalente | Nessun equivalente |                      | Nessun equivalente |
| Rango            | alfiere maggiore | alfiere | Senior (assistente capo coordinatore) | Sergente maggiore (assistente capo) | Sergente (assistente) | Sottosergente (agente scelto) |                    |                    | senza grado (agente) |                    |

## Equipaggiamento

### Trasporti

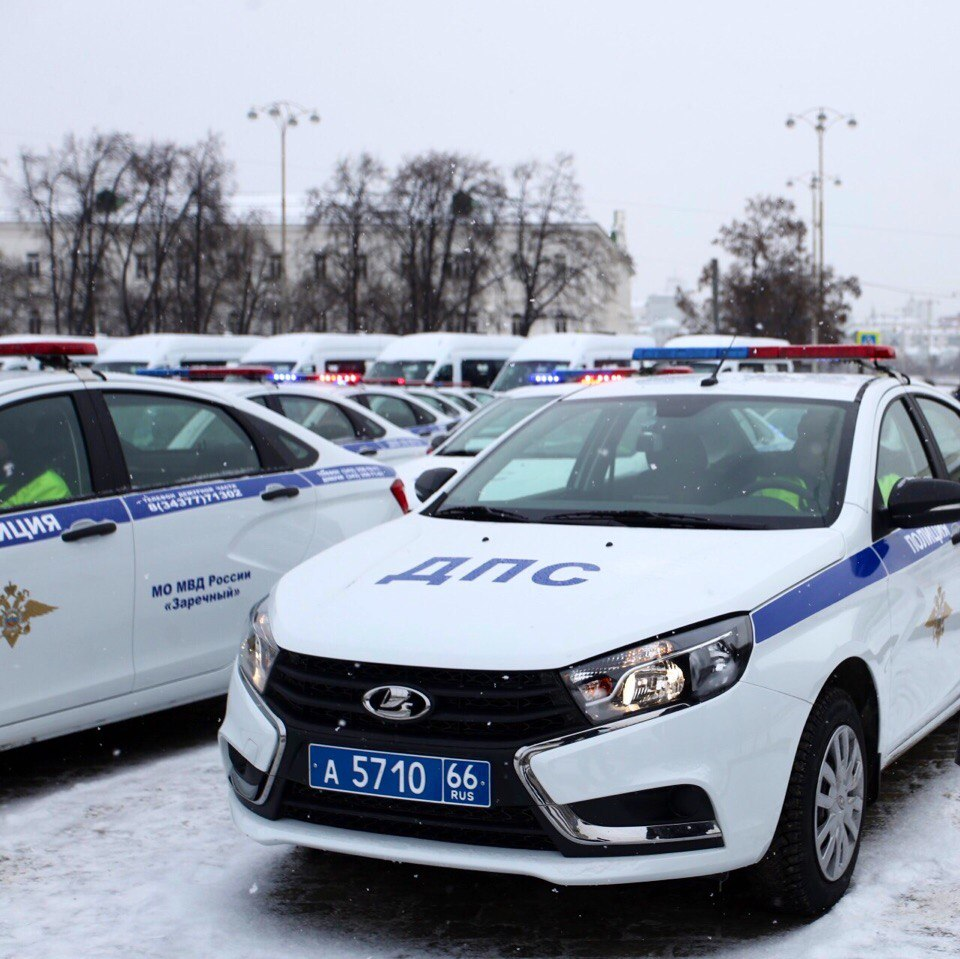
Un'auto della polizia, 2018.

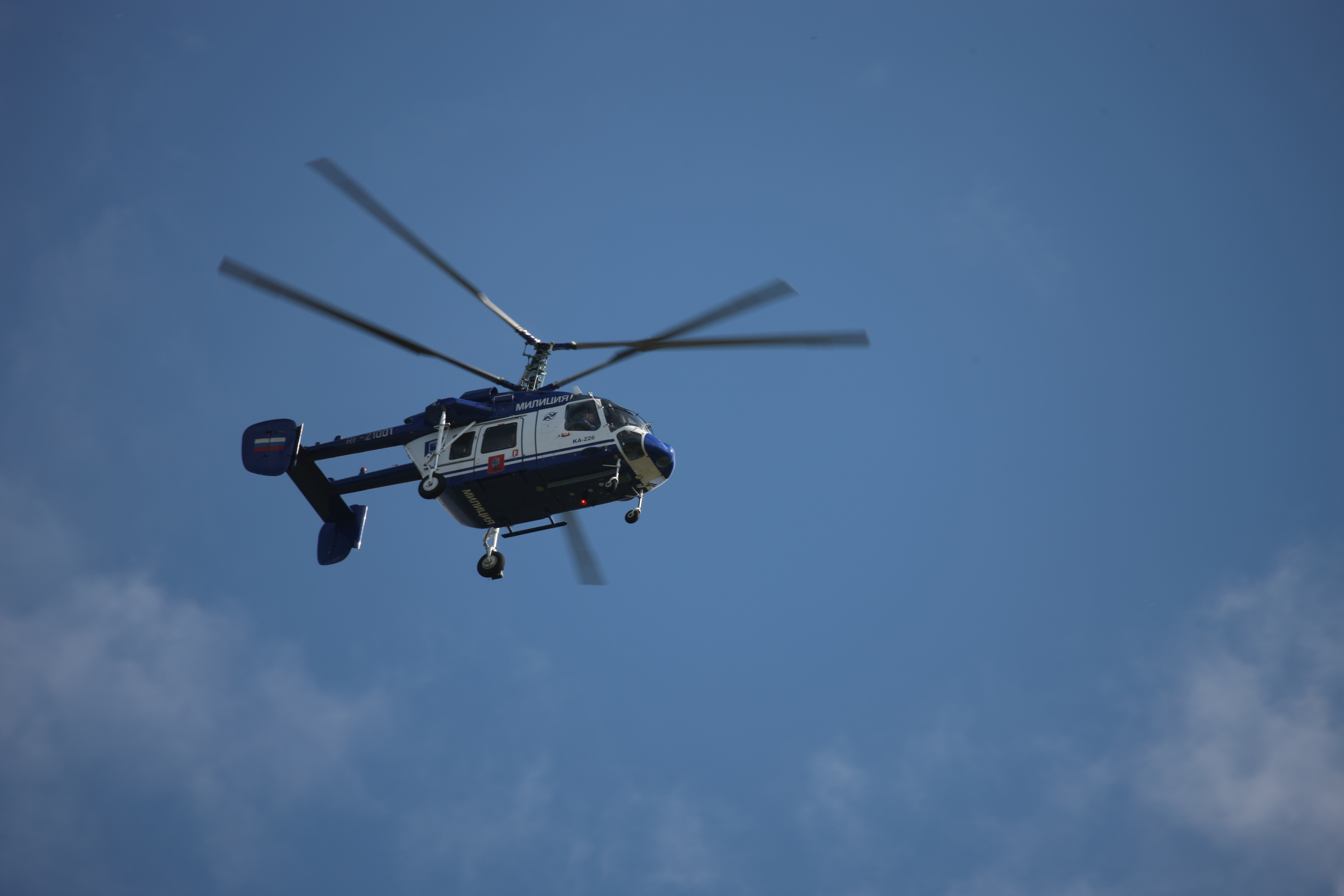
Ka-226 del servizio di polizia di Mosca in volo, 2008

La polizia russa utilizza diversi modelli di automobili che variano notevolmente in termini di età e specifiche tecniche.
| - Lada Priora - Lada Granta - Lada Vesta - Audi A6 - BMW Serie 5 - Daewoo Nexia - Fiat Albea - Fiat Bravo (2007) - Fiat Doblò - Ford Explorer - Ford Focus - Ford Kuga - Ford Mondeo - Honda Accord - Hyundai i40 - Hyundai Solaris - Hyundai Sonata - Kia Rio - Mitsubishi Pajero - Nissan Almera - Nissan Teana - Opel Astra - Renault Logan - Volkswagen Passat - Škoda Octavia - Škoda Rapid - Volkswagen Polo - Toyota Camry - Toyota Corolla - Toyota Land Cruiser 200 - Kia Sorento - Land Rover Defender - Mercedes-Benz Classe C - Mercedes-Benz Classe E - Mercedes-Benz Classe G - Mercedes-Benz Classe GLK - Audi R8 | - GAZelle - UAZ-452 - GAZ-3302 - Fiat Ducato - Ford Transit | - Lada Niva (e Chevrolet Niva) - UAZ-469 - UAZ Patriot | - GAZ-2975 "Tigr" - BPM-97 - BMP-2 - BTR-80 - BTR-82A |  |

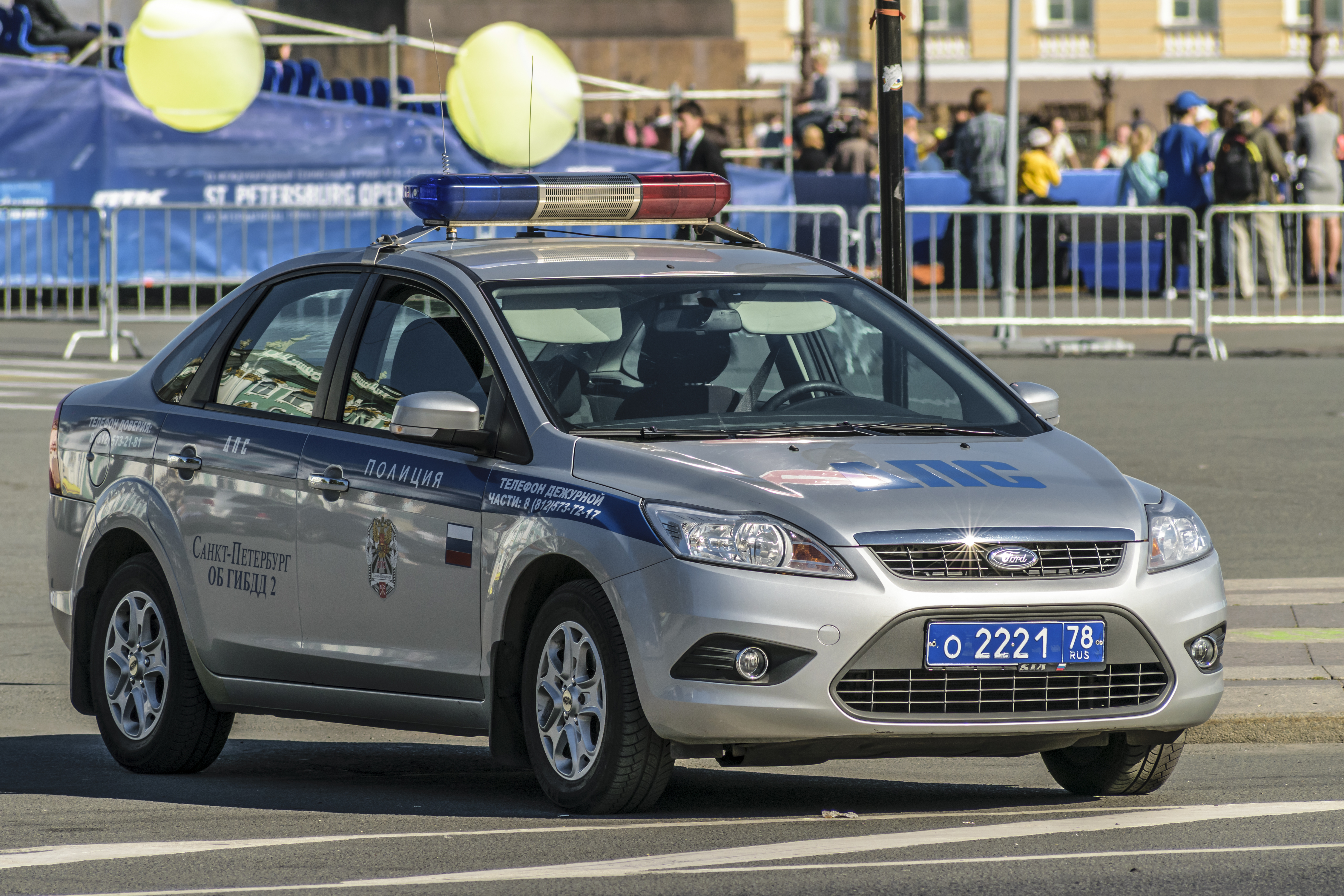
Auto della polizia a San Pietroburgo
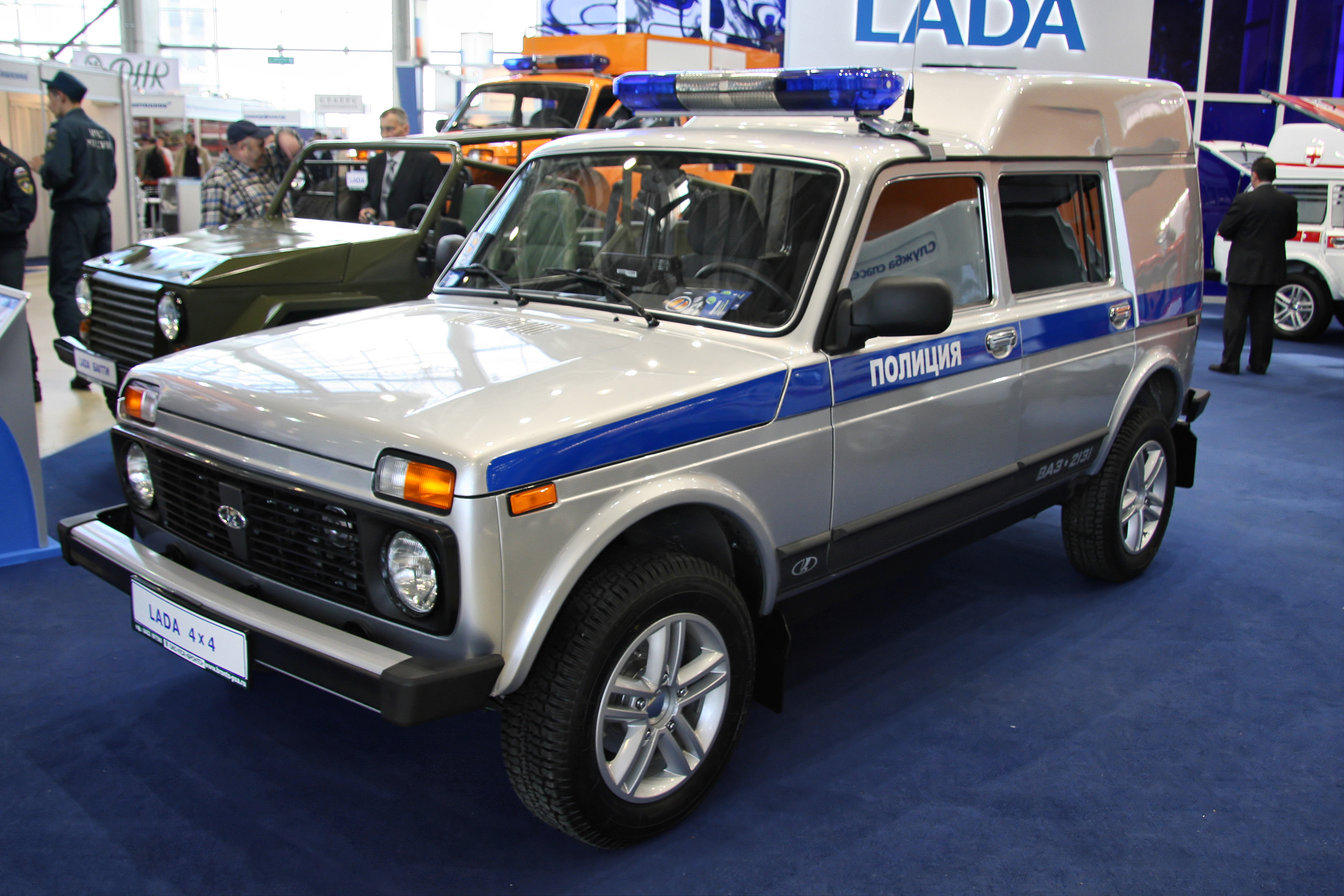
Lada 4x4 Niva
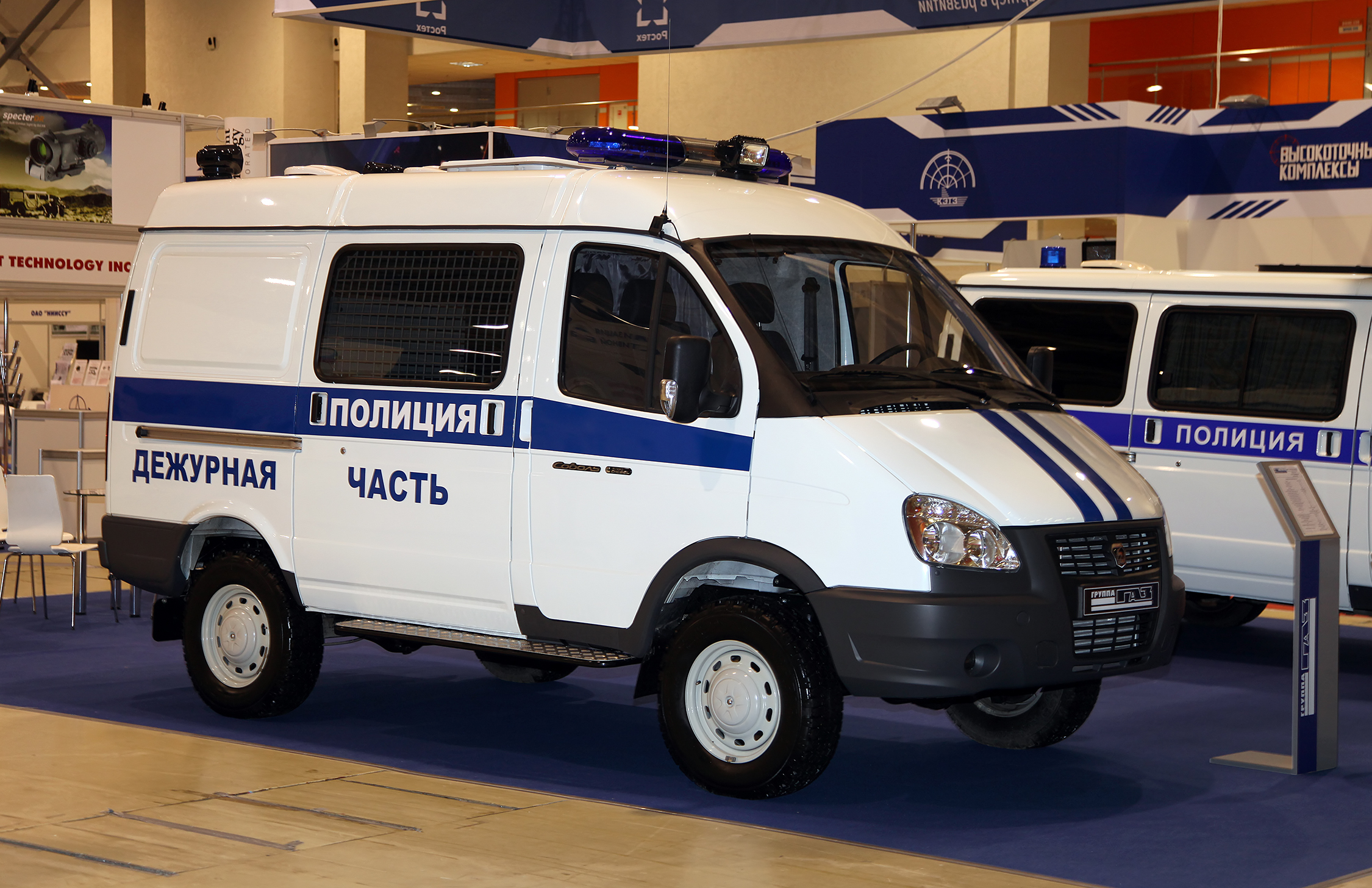
Il più breve GAZ Sobol come furgone della polizia
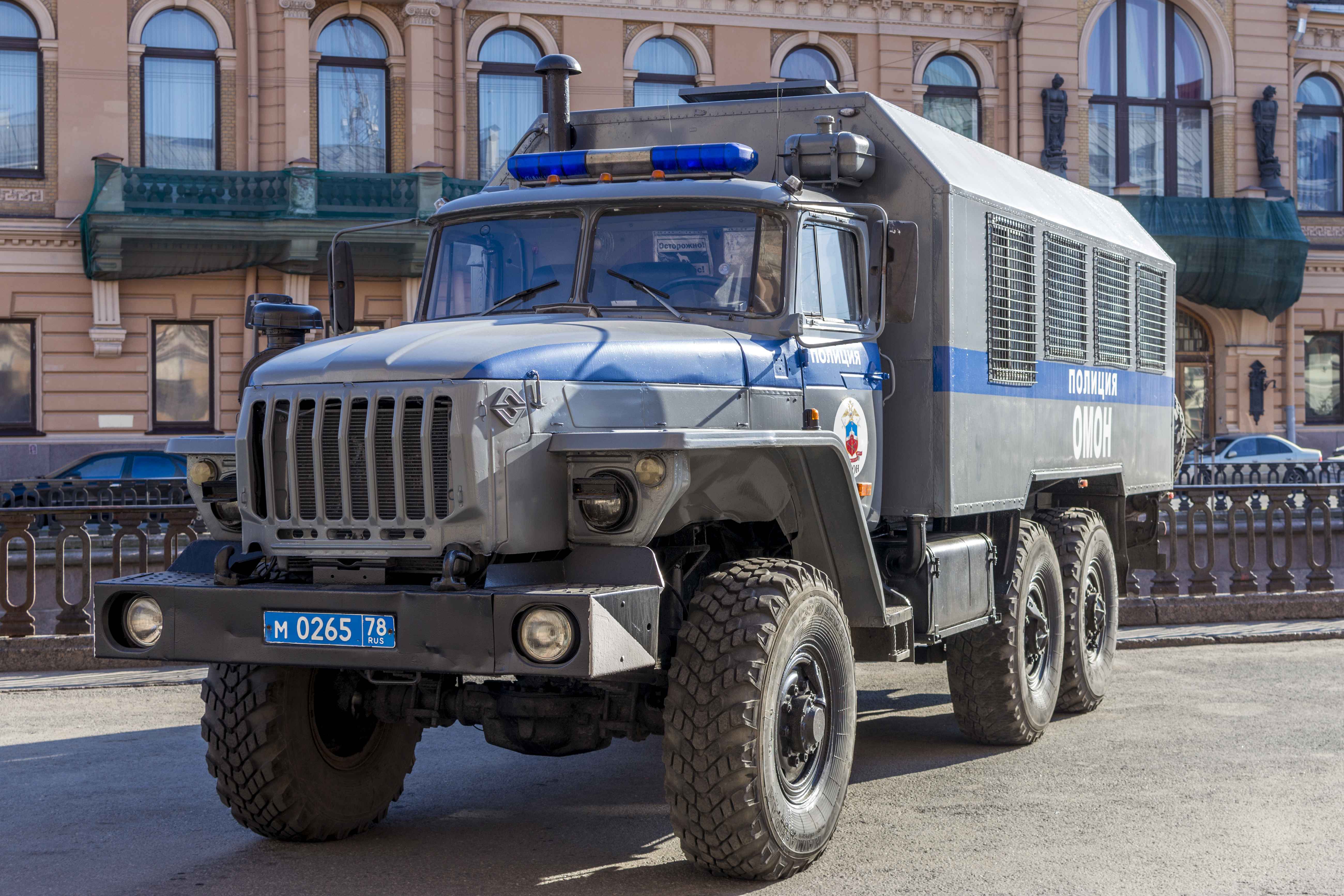
Automobile-van 572060 noto anche come VM-4320 su telaio Ural-4320
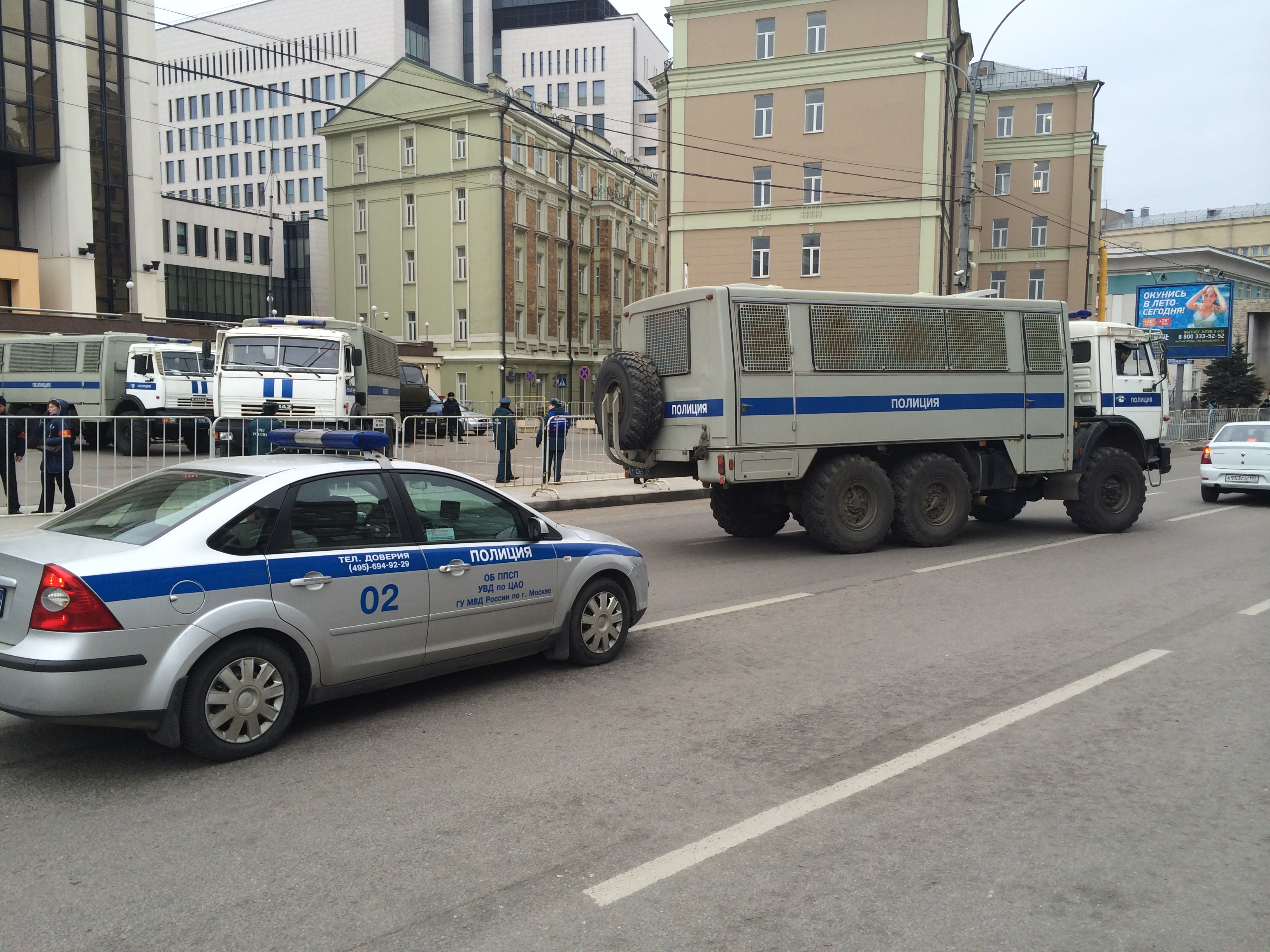
Ford Focuse Kamaz
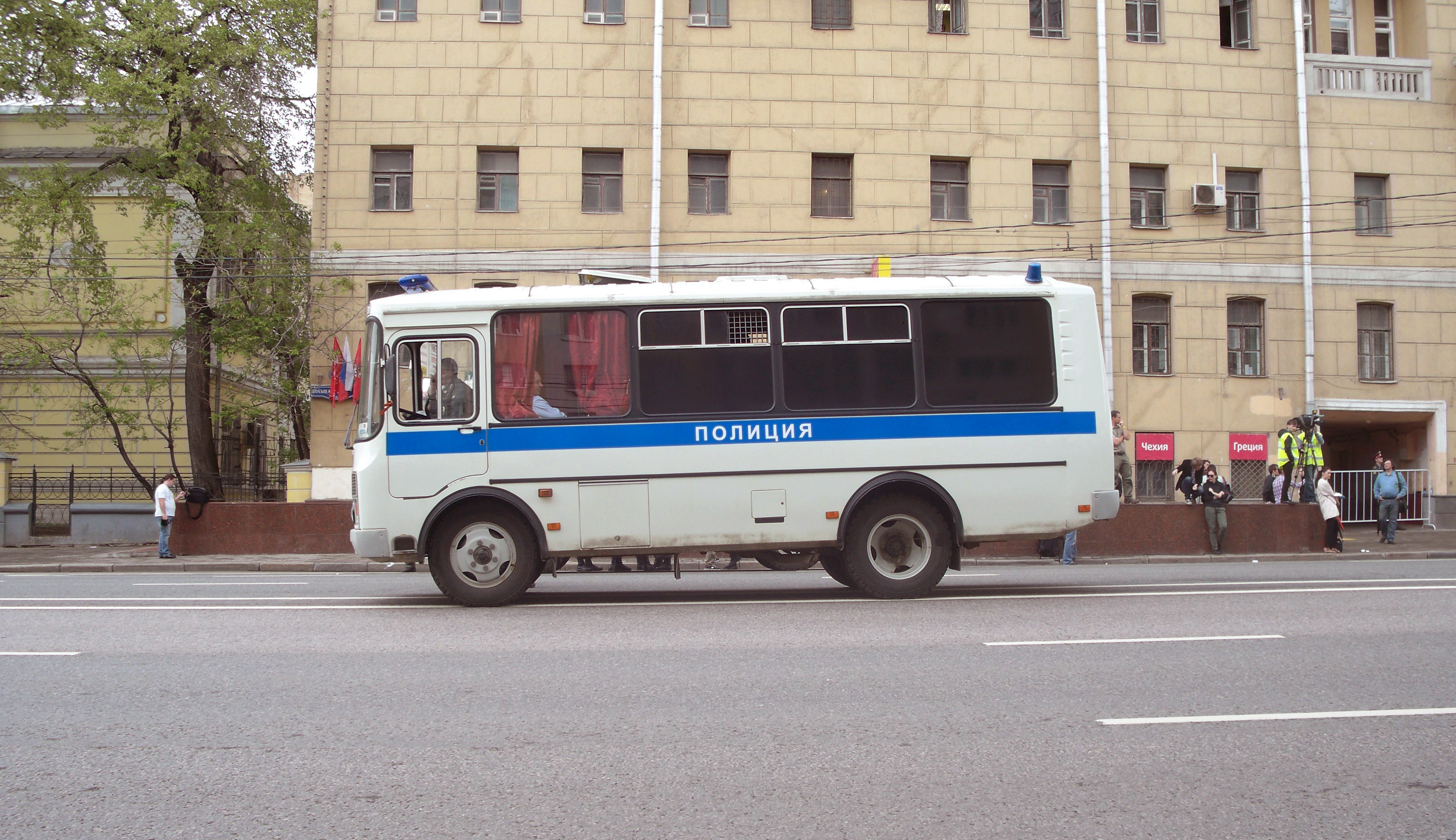
Autobus della polizia PAZ-3205 a Mosca
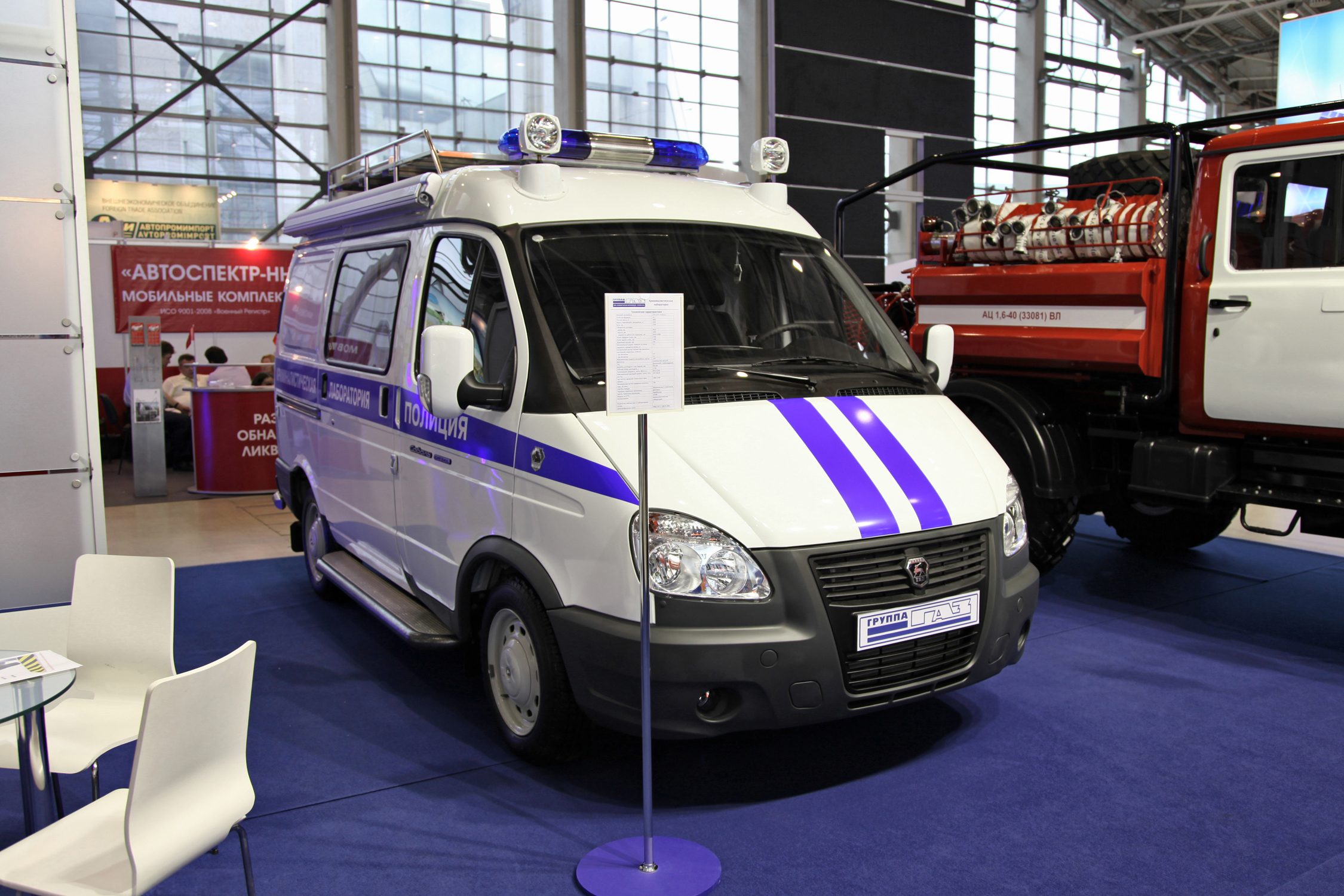
GAZelle come furgone della polizia
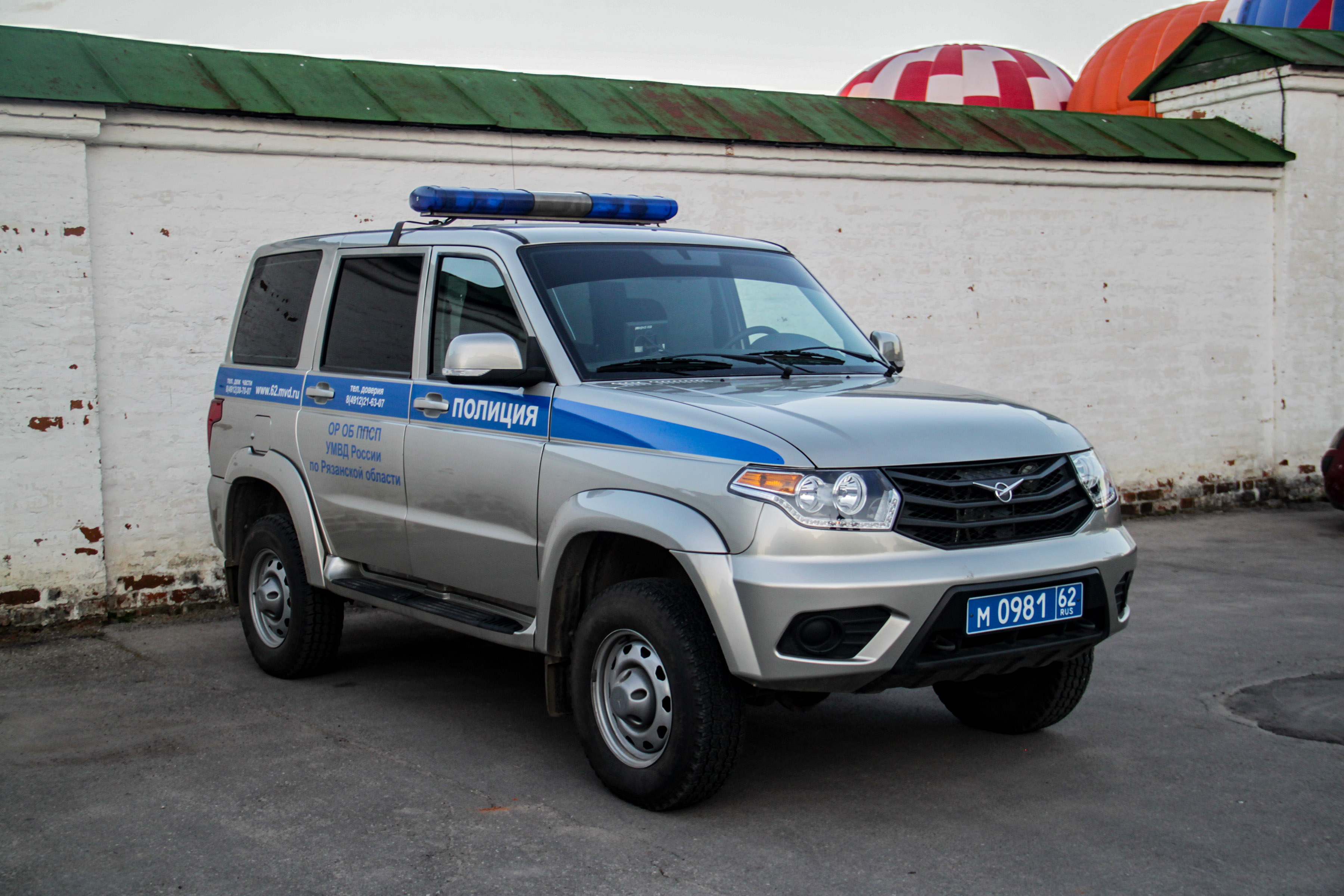
Veicolo della polizia UAZ Patriot Sport
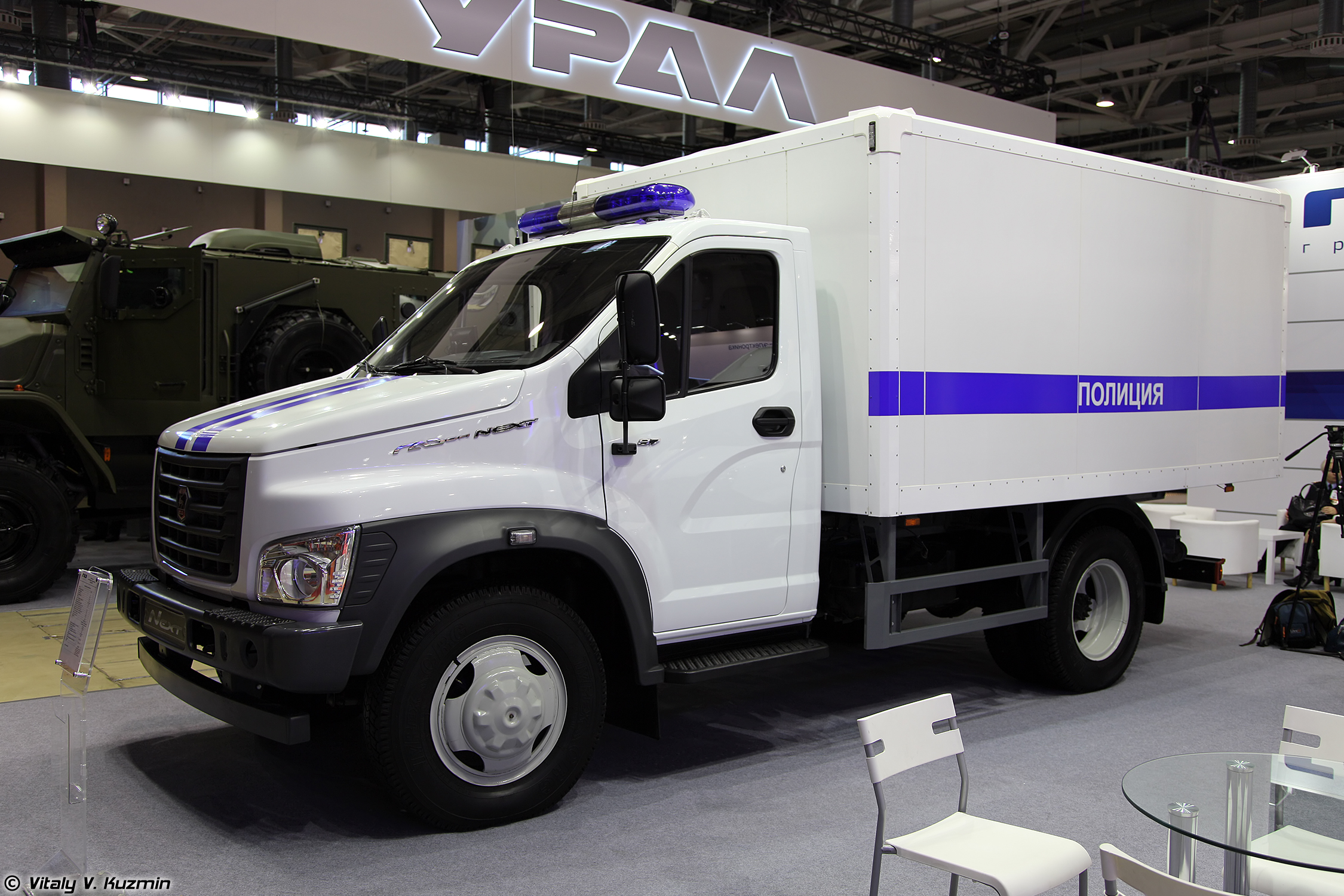
GAZon NEXT veicolo di trasporto prigioniero

### Armi
- AK-74M
- AKS-74U
- AS Val
- OC-14-4A
- PP-19 Bizon
- 9A-91
- A-91M
- Pistolet Makarova
- OTs-02 Kiparis
- PP-91
- Saiga-12S
- MP-443 Grach
- GSh-18
- PP-2000
- KS-23
- Vityaz-SN
- CZ 75
- AEK-971